# Campeonato Mundial de Ciclismo en Pista de 1934
El XXXVII Campeonato Mundial de Ciclismo en Pista se celebró en Leipzig (Alemania) entre el 10 y el 19 de agosto de 1934 bajo la organización de la Unión Ciclista Internacional (UCI) y la Federación Alemana de Ciclismo.
Las competiciones se realizaron en el Velódromo del Sportplatz de la ciudad alemana. En total se disputaron 3 pruebas, 2 para ciclistas profesionales y 1 para ciclistas amateur.

## Medallistas

### Profesional
| Evento               | Oro                       | Plata                   | Bronce                    |
| -------------------- | ------------------------- | ----------------------- | ------------------------- |
| Velocidad individual | Joseph Scherens · Bélgica | Albert Richter Alemania | Louis Gérardin Francia    |
| Medio fondo          | Erich Metze Alemania      | Paul Krewer Alemania    | Edoardo Severgnini Italia |

### Amateur
| Evento               | Oro                   | Plata                         | Bronce                  |
| -------------------- | --------------------- | ----------------------------- | ----------------------- |
| Velocidad individual | Benedetto Pola Italia | Arie van Vliet · Países Bajos | Christian Lente Francia |

## Medallero
| Núm. | País         | Oro | Plata | Bronce | Total |
| ---- | ------------ | --- | ----- | ------ | ----- |
| 1    | Alemania     | 1   | 2     | 0      | 3     |
| 2    | Italia       | 1   | 0     | 1      | 2     |
| 3    | Bélgica      | 1   | 0     | 0      | 1     |
| 4    | Países Bajos | 0   | 1     | 0      | 1     |
| 5    | Francia      | 0   | 0     | 2      | 2     |
|      | TOTAL        | 3   | 3     | 3      | 9     |